# フィッツジェラルド＝ヴィージー男爵
フィッツジェラルド＝ヴィージー男爵（英: Baron FitzGerald and Vesey）は、かつて存在したイギリスの男爵位。アイルランド貴族爵位。
アイルランド王国の政治家ジェームズ・フィッツジェラルドが自身への叙爵打診を断り、代わりに妻が男爵に叙されたことに始まるが、その子の3代男爵の死去に伴い爵位廃絶となった。

## 歴史

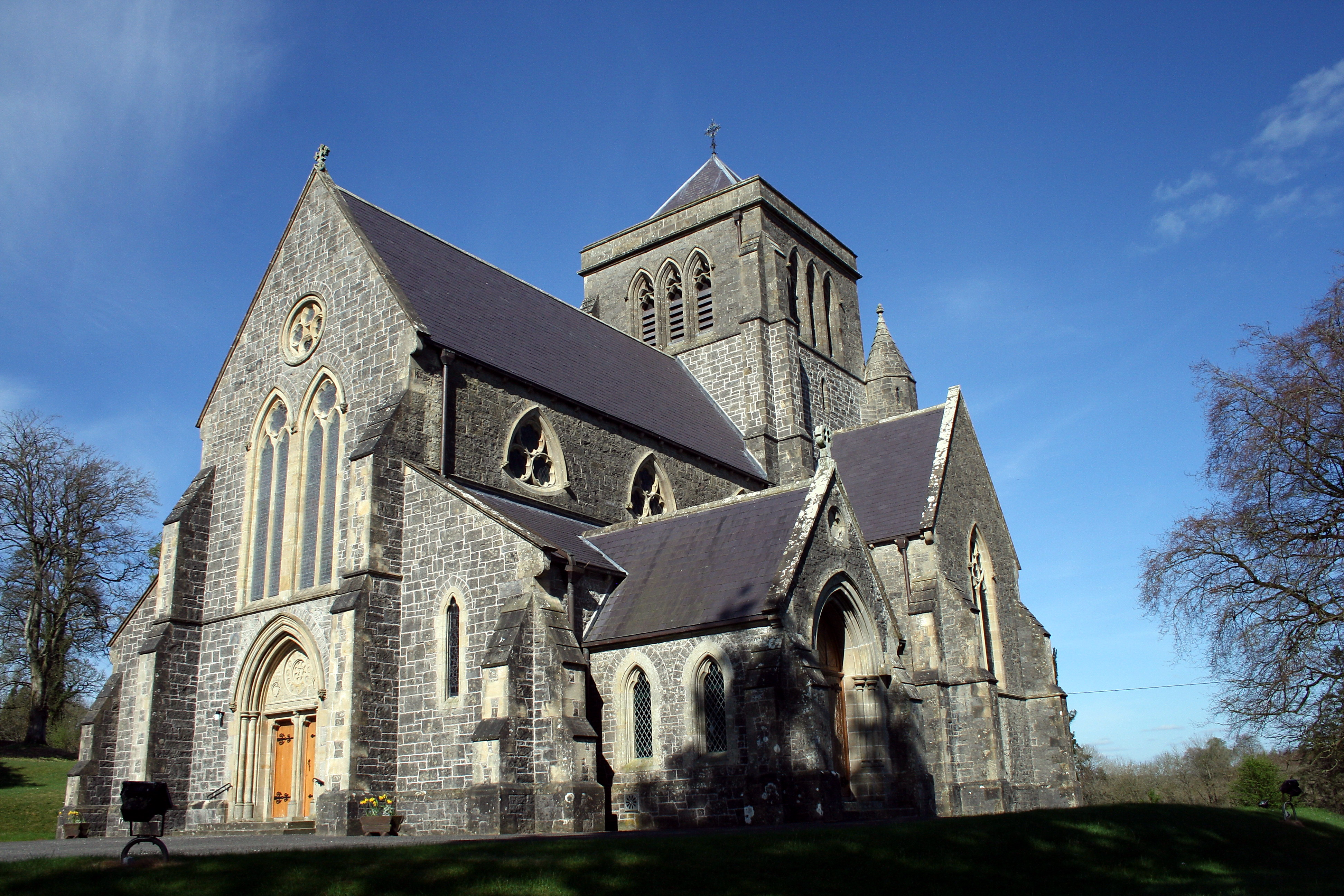
3代男爵が主席司祭を務めたキルモア大聖堂

政治家ジェームズ・フィッツジェラルド(1742－1835)は法廷弁護士や庶民院議員として活動した。彼は公職引退後の1826年に叙爵を打診されたが固辞したため、その妻キャサリン(1759-1832)に対して同年7月31日にアイルランド貴族爵位のクレア県クレア及びインチクロナンのフィッツジェラルド＝ヴィージー男爵(Baron FitzGerald and Vesey, of Clare and of Inchicronan in the County of Clare)が与えられた。彼女が1832年に亡くなると、夫妻の長男ウィリアムが爵位を継承した。
2代男爵ウィリアム(1783-1843)はトーリー党の政治家として陸軍支払長官や商務庁長官を歴任したのち、1835年1月10日にコーク県デズモンド及びクラン・ギボンのフィッツジェラルド男爵(Baron FitzGerald, of Desmond and of Clan Gibbon in the County of Cork)に新規に叙された。この爵位は連合王国貴族爵位であるため、彼は貴族院に列せられた。また、彼には庶子ウィリアムがいたものの嫡出子でなかったため、その死去に伴ってフィッツジェラルド男爵は一代で途絶えた。他方、アイルランド爵位のフィッツジェラルド＝ヴィージー男爵は弟のヘンリーに継承されている。
3代男爵ヘンリー(1786頃‐1860)は聖職者であり、キルモア首席司祭在職のまま1860年に永眠すると爵位は廃絶となった。

## フィッツジェラルド＝ヴィージー男爵（1826年）
- 初代フィッツジェラルド＝ヴィージー女男爵キャサリン・フィッツジェラルド (1759–1832)
- 第2代フィッツジェラルド＝ヴィージー男爵ウィリアム・ヴィージー＝フィッツジェラルド（英語版） (1783–1843) (フィッツジェラルド男爵叙爵、1843年廃絶)
- 第3代フィッツジェラルド＝ヴィージー男爵ヘンリー・ヴィージー＝フィッツジェラルド（英語版） (c. 1786–1860) (1860年に男爵位廃絶)

### 註釈
1. ↑  『英国人名事典』によれば、この叙爵は夫妻ではなく、夫妻の長男ウィリアム(2代男爵)に対する功績を慮ってのものであるという[1]。
2. ↑  首相ピールは英国総選挙（英語版）に新年早々勝利すると、閣僚職を歴任していたウィリアムに対して、多年の功に報いている[4]。